# 탈식민주의
탈식민주의(postcolonialism)는 식민주의(colonialism)와 제국주의(imperialism)의 문화적 유산에 대한 비판적인 연구로서, 식민지화된(colonized) 사람들과 그들이 거주하는 토지를 통제 및 착취한 결과에 초점을 맞춘다. 특히, (보통 유럽) 제국 세력의 역사, 문화, 문학, 담론에 대한 비판이론적 분석이 이에 해당한다.

## 같이 보기
- 알리 샤리아티
- 탈식민지화
- 민족학
- 국민 형성
- 파울루 프레이리
- 탈식민주의 여성주의
- 탈공산주의